# Cofidis, Solutions Crédits/Saison 2017
Diese Liste beschreibt die Mannschaft und die Erfolge des Radsportteams Cofidis, Solutions Crédits in der Saison 2017.

## Erfolge in der UCI WorldTour
Bei den Rennen der UCI WorldTour im Jahr 2017 gelangen dem Team nachstehende Erfolge.
| Datum    | Rennen                         | Fahrer         |
| -------- | ------------------------------ | -------------- |
| 23. März | 4. Etappe Katalonien-Rundfahrt | Nacer Bouhanni |

## Erfolge in der UCI Europe Tour
Bei den Rennen der UCI Europe Tour im Jahr 2017 gelangen dem Team nachstehende Erfolge.
| Datum         | Rennen                                          | Kat. | Fahrer             |
| ------------- | ----------------------------------------------- | ---- | ------------------ |
| 19. Februar   | 2. Etappe Tour du Haut-Var                      | 2.1  | Julien Simon       |
| 15. März      | Nokere Koerse                                   | 1.HC | Nacer Bouhanni     |
| 11. April     | Paris–Camembert                                 | 1.1  | Nacer Bouhanni     |
| 29. April     | 2. Etappe Tour de Yorkshire                     | 2.1  | Nacer Bouhanni     |
| 9.–14. Mai    | Gesamtwertung Tour des Hauts-de-France          | 2.HC | Clément Venturini  |
| 3. Juni       | 3. Etappe Luxemburg-Rundfahrt                   | 2.HC | Anthony Perez      |
| 8. Juli       | 6. Etappe Österreich-Rundfahrt                  | 2.1  | Clément Venturini  |
| 10. August    | 2. Etappe Tour de l’Ain                         | 2.1  | Nacer Bouhanni     |
| 23. August    | 2. Etappe Tour du Poitou-Charentes              | 2.1  | Nacer Bouhanni     |
| 3. September  | Grand Prix de Fourmies                          | 1.HC | Nacer Bouhanni     |
| 24. September | 2. Etappe Tour du Gévaudan Languedoc-Roussillon | 2.2  | Anthony Perez      |
| 1. Oktober    | Tour de Vendée                                  | 1.1  | Christophe Laporte |

## Zugänge – Abgänge
| Zugänge             | Team 2016                            | Abgänge           | Team 2017              |
| ------------------- | ------------------------------------ | ----------------- | ---------------------- |
| Guillaume Bonnafond | AG2R La Mondiale                     | Jonas Ahlstrand   |                        |
| Dimitri Claeys      | Wanty-Groupe Gobert                  | Borut Božič       | Bahrain-Merida         |
| Dorian Godon        | Vulco-Vélo Club de Vaulx-en-Velin    | Romain Hardy      | Fortuneo-Vital Concept |
| Mathias Le Turnier  | Océane Top 16                        | Arnold Jeannesson | Fortuneo-Vital Concept |
| Jimmy Turgis        | Roubaix Métropole européene de Lille | Gert Jõeäär       |                        |
| Jonas Vangenechten  | IAM Cycling                          | Rudy Molard       | FDJ                    |

## Mannschaft
| Teamkader 2017                                 | Teamkader 2017     | Teamkader 2017 | Teamkader 2017                                         |
| Name                                           | Geburtsdatum       | Land           | Vorheriges Team                                        |
| ---------------------------------------------- | ------------------ | -------------- | ------------------------------------------------------ |
| Yohann Bagot                                   | 6. September 1987  | Frankreich     | Vélo-Club La Pomme Marseille (2010)                    |
| Guillaume Bonnafond                            | 23. Juni 1987      | Frankreich     | AG2R La Mondiale (2016)                                |
| Nacer Bouhanni                                 | 25. Juli 1990      | Frankreich     | FDJ.fr (2014)                                          |
| Rayane Bouhanni                                | 24. Februar 1996   | Frankreich     | AWT-Greenway (2015)                                    |
| Loïc Chetout                                   | 23. September 1992 | Frankreich     | GSC Blagnac Vélo Sport 31 (2014)                       |
| Dimitri Claeys                                 | 18. Juni 1987      | Belgien        | Wanty-Groupe Gobert (2016)                             |
| Jérôme Cousin                                  | 5. Juni 1989       | Frankreich     | Team Europcar (2015)                                   |
| Nicolas Edet                                   | 2. Dezember 1987   | Frankreich     | Véranda Rideau Sarthe 72 (2010)                        |
| Dorian Godon                                   | 25. Mai 1996       | Frankreich     | Vulco-VC Vaulx-en-Velin (2016)                         |
| Hugo Hofstetter                                | 13. Februar 1994   | Frankreich     | Club Cycliste d'Étupes (2015)                          |
| Christophe Laporte                             | 11. Dezember 1992  | Frankreich     | AVC Aix-en-Provence (2013)                             |
| Mathias Le Turnier                             | 14. März 1995      | Frankreich     | Océane Top 16 (2016)                                   |
| Cyril Lemoine                                  | 3. März 1983       | Frankreich     | Sojasun (2013)                                         |
| Luis Ángel Maté                                | 23. März 1984      | Spanien        | Androni Giocattoli-Serramenti PVC Diquigiovanni (2010) |
| Daniel Navarro                                 | 18. Juli 1983      | Spanien        | Saxo Bank-Tinkoff Bank (2012)                          |
| Anthony Perez                                  | 22. April 1991     | Frankreich     | AVC Aix-en-Provence (2015)                             |
| Stéphane Rossetto                              | 6. April 1987      | Frankreich     | BigMat-Auber 93 (2014)                                 |
| Florian Sénéchal                               | 10. Juli 1993      | Frankreich     | Etixx-iHNed (2013)                                     |
| Julien Simon                                   | 4. Oktober 1985    | Frankreich     | Sojasun (2013)                                         |
| Geoffrey Soupe                                 | 22. März 1988      | Frankreich     | FDJ.fr (2014)                                          |
| Anthony Turgis                                 | 16. Mai 1994       | Frankreich     | CC Nogent-sur-Oise (2014)                              |
| Jimmy Turgis                                   | 10. August 1991    | Frankreich     | Roubaix Métropole européenne de Lille (2016)           |
| Jonas Van Genechten                            | 16. September 1986 | Belgien        | IAM Cycling (2016)                                     |
| Michaël Van Staeyen                            | 13. August 1988    | Belgien        | Topsport Vlaanderen-Baloise (2014)                     |
| Kenneth Vanbilsen                              | 1. Juni 1990       | Belgien        | Topsport Vlaanderen-Baloise (2014)                     |
| Clément Venturini (1. Jan.–1. Jan.)            | 16. Oktober 1993   | Frankreich     | Vulco-VC Vaulx-en-Velin (2013)                         |
| Fernando Barceló (1. Aug.–31. Dez., Stagiaire) | 6. Januar 1996     | Spanien        | RH+-Polartec-Fundación Alberto Contador (2016)         |
| Victor Lafay (1. Aug.–31. Dez., Stagiaire)     | 17. Januar 1996    | Frankreich     | Chambéry CF (2016)                                     |
| Tanguy Turgis (1. Aug.–31. Dez., Stagiaire)    | 16. Mai 1998       | Frankreich     |                                                        |
|                                                |                    |                |                                                        |
| Quellen: ProCyclingStats Cycling Quotient      |                    |                |                                                        |